# Кипр (фема)
Кипр (греч. θέμα Κύπρου) — византийская фема, расположенная на территории острова Кипр.
Фема была создана в 960-х годах после завоевания Кипра византийским флотом под командованием Никиты Халкута. До этого остров представлял собой совместное владение арабов и византийцев за исключением коротких периодов, когда был оккупирован одним и этих государств. Восстановление полной власти над островом позволило византийцам восстановить свои позиции в восточной части Средиземного моря и создать плацдарм для возможного будущего отвоевания Сирии. Из-за своей стратегической важности, на должность наместника Кипра назначались люди, обладавшие доверием императора. К примеру, Евмафий Филокал был стратегом фемы в течение 20 лет (приблизительно с 1093 по 1112 годы). Он сменил Рапсомата, который восстал против императорской власти прежде чем был побежден Иоанном Дукой.
Фема предоставляла флот в рамках подготовки к походу на Сирию и Египет. В 1099 году Филокал отбивает нападение пизанцев на остров и становится посредником между Алексеем I Комнином и предводителями крестового похода. Кроме того, Кипр снабжал государство продовольствием.
В конце XII века Кипр отделился от Византийской империи. В 1184 году племянник Мануила I Комнина Исаак захватил остров и провозгласил себя там базилевсом. Однако тогдашний император Андроник I Комнин не имел средств для подавления мятежа. В 1186 году Исаак II Ангел, преемник Андроника I, пытался покончить с бунтовщиком, но его флот потерпел поражение от норманнского адмирала Маргарита из Бриндизи, присланного Исааку Вильгельмом II Добрым. После этой неудачи, остров, наконец, выходит полностью из-под контроля Византии.
В 1191 году Исаака Комнина победил Ричард Львиное Сердце, который передал право владением острова сначала тамплиерам, а потом дому Лузиньянов.